# Hofkünstler
Als Hofkünstler gilt jener Künstlertypus, der seit der Renaissance an den kaiserlichen, königlichen, fürstlichen und bischöflichen Höfen Europas als Diener mit privilegiertem Status (oft im Rang eines Kammerdieners) dem jeweiligen Hofstaat angehörte. Als Maler (Hofmaler), Architekt (Hofarchitekt), Musiker (Hofmusiker) oder Dichter (Hofdichter) erfüllte er die Repräsentationsbedürfnisse seines Herrn.
Die „Hoffreiheit“ enthob den Künstler des vielfach noch bestehenden städtischen Zunftzwangs. Neben seinen unmittelbaren künstlerischen Tätigkeiten wurden ihm vielfältige andere Dienste (z. B. Vorbereitung und Ausstattung von Festen, Erziehungsaufgaben, Bibliotheksverwaltung, Reisebegleitung) übertragen. In der Regel unterstanden ihm eine kleinere Zahl von Bediensteten. Analog zu den Höfen nahmen wohlhabende Städte vornehmlich Oberitaliens ebenfalls Künstler in ihren Dienst. Beispielsweise ernannte die Republik Venedig Giovanni Bellini 1483 zum offiziellen Maler der Republik. Auch in einigen oberdeutschen Städten gab es den Status des „Stadtmalers“ mit Bürgerrecht und Ehrensold.
Der Kunsthistoriker Martin Warnke sieht im Hofkünstler eine Frühform des modernen und autonomen Künstlers: „Erst mit dem Wegfall der Höfe wird der Künstler zu einem Außenseiter der Gesellschaft“.

## Berühmte Hofkünstler

### Bildende Kunst
- Andrea Mantegna (1431–1506)
- Leonardo da Vinci (1452–1519)
- Bernhard Strigel (1460–1528)
- Lucas Cranach (1472–1553)
- Raffael (1483–1520)
- Tizian (um 1488/90–1576)
- Hans Holbein der Jüngere (1497/1498–1543)
- Giorgio Vasari (1511–1574)
- Peter Paul Rubens (1577–1640)
- Anthonis van Dyck (1599–1641)
- Diego Velázquez (1599–1660)
- Charles Lebrun (1619–1690)
- Christoph Bernhard Francke (um 1660/1670–1729)
- Giuseppe Castiglione (1688–1766)
- Martin van Meytens (1695–1770)
- François Boucher (1703–1770)
- Ignaz Sichelbarth (1708–1780)
- Anton Raphael Mengs (1728–1779)
- Jakob Philipp Hackert (1737–1807)
- Francisco de Goya (1746–1828)

### Musik
- Claudio Monteverdi
- Jean-Baptiste Lully
- Georg Friedrich Händel
- Joseph Haydn
- Luigi Boccherini
- Antonio Salieri